# Wilhelmsmühle (Insingen)
Wilhelmsmühle ist ein Gemeindeteil der Gemeinde Insingen im Landkreis Ansbach (Mittelfranken, Bayern). Wilhelmsmühle liegt in der Gemarkung Insingen.

## Geografie
Die Einöde mit zwei Hausnummern und weniger als einem Dutzend Nebengebäuden liegt etwas über 1,5 km südwestlich der Ortsmitte von Insingen an einem kurzen Mühlkanal links der oberen Tauber. 0,25 km südöstlich erhebt sich der Tauberranken, noch weiter südöstlich liegt das Große Ramholz. Eine Gemeindeverbindungsstraße führt an der Thomasmühle vorbei nach Kleinansbach zur Kreisstraße 2513 (1,8 km südwestlich) bzw. zur Staatsstraße 2419 bei Insingen (1,2 km östlich).

## Geschichte
Mit dem Gemeindeedikt (frühes 19. Jahrhundert) wurde der Ort dem Steuerdistrikt und der Ruralgemeinde Insingen zugewiesen.

### Baudenkmal
- Wilhelmsmühle 1: Ehemalige Mühle, stattlicher, zweigeschossiger Mansarddachbau, Dachreiter, 1830.[6]

### Einwohnerentwicklung
| Jahr      | 001818 | 001840 | 001861 | 001871 | 001885 | 001900 | 001925 | 001950 | 001961 | 001970 | 001987 |
| Einwohner | 9      | 11     | 11     | 12     | 9      | 14     | 8      | 7      | 6      | 7      | 4      |
| Häuser    | 1      | 1      |        |        | 1      | 2      | 2      | 1      | 1      |        | 1      |
| Quelle    | [ 8 ]  | [ 9 ]  | [ 10 ] | [ 11 ] | [ 12 ] | [ 13 ] | [ 14 ] | [ 15 ] | [ 16 ] | [ 17 ] | [ 1 ]  |

## Religion
Der Ort ist seit der Reformation evangelisch-lutherisch geprägt und bis heute nach St. Ulrich und Sebastian (Insingen) gepfarrt. Die Einwohner römisch-katholischer Konfession sind nach St. Laurentius (Bellershausen) gepfarrt.